# Jonas Brothers: The 3D Concert Experience
Jonas Brothers: The 3D Concert Experience è un film concerto prodotto dalla Walt Disney Pictures che ha come protagonista la band Jonas Brothers composta dai tre fratelli Joe Jonas, Nick Jonas e Kevin Jonas. Esso è stato pubblicato negli Stati Uniti, in Canada e Porto Rico il 27 febbraio 2009 e in Italia il 24 luglio 2009. Inizialmente sarebbe dovuto andare in onda in prima TV il 19 giugno 2010 su Disney Channel ma la prima TV è stata rimandata, il 9 luglio 2010, sempre sulla stessa rete.

## Colonna sonora
La colonna sonora del film è stata pubblicata il 24 febbraio 2009, tre giorni prima dell'uscita del film. Essa ha debuttato al numero 3 del Billboard 200. In Italia è stata pubblicata all'inizio di aprile.

### Canzoni
1. That's Just The Way We Roll - 4:06
2. Hold On - 2:47
3. BB Good - 4:15
4. Video Girl - 3:03
5. I Gotta Find You-4:02
6. This is me (del film Camp Rock) con Demi Lovato - 3:23
7. Hello Beautiful - 3:14
8. Pushin' me away - 3:39
9. Should've said no (con Taylor Swift) - 4:13
10. I'm Gonna Getcha Good! - 4.01
11. S.O.S. - 2:32
12. Burnin' Up - 5:42
13. Tonight - 3:30
14. Live to Party - 3:08
15. Love is on it's Way - 3:44

## Date di uscita
| Nazione       | Data uscita       |
| ------------- | ----------------- |
| Stati Uniti   | 27 febbraio, 2009 |
| Canada        | 27 febbraio, 2009 |
| Porto Rico    | 27 febbraio, 2009 |
| Kuwait        | 26 febbraio, 2009 |
| Perù          | 3 marzo, 2009     |
| Filippine     | 4 marzo, 2009     |
| Cile          | 5 marzo, 2009     |
| Messico       | 6 marzo, 2009     |
| Colombia      | 6 marzo, 2009     |
| Panama        | 20 marzo, 2009    |
| Singapore     | 9 aprile, 2009    |
| Venezuela     | 17 aprile, 2009   |
| Argentina     | 23 aprile, 2009   |
| El Salvador   | 24 aprile, 2009   |
| Islanda       | 24 aprile, 2009   |
| Nuova Zelanda | 7 maggio, 2009    |
| Brasile       | 8 maggio, 2009    |
| Australia     | 14 maggio, 2009   |
| Spagna        | 22 maggio, 2009   |
| Regno Unito   | 29 maggio, 2009   |
| Indonesia     | 3 giugno, 2009    |
| Giappone      | 6 giugno, 2009    |
| Germania      | 22 ottobre, 2009  |
| Turchia       | 1º maggio, 2009   |
| Italia        | 24 luglio, 2009   |

## Critica
I Jonas Brothers hanno vinto ai Razzie Awards 2009 il premio come peggiori attori protagonisti.